# Випперман, Вольфганг
Вольфганг Випперман (нем. Wolfgang Wippermann; 29 января 1945, Везермюнде — 3 января 2021, Берлин) — немецкий историк. Адъюнкт-профессор современной истории в Институте Фридриха Майнеке Свободного университета Берлина. Также работал преподавателем в Берлинском университете искусств и Потсдамском университете прикладных наук. Один из важнейших современных исследователей теорий фашизма.

## Биография
Происходил из рода гессенского борца за конституцию Карла Вильгельма Випперманна. Отец Виппермана был гауптштурмфюрером СС; сам он стал убеждённым антифашистом и членом Социал-демократической партии Германии.
После окончания школы Песталоцци в Бремерхафене Вольфганг изучал историю, немецкий язык, литературу и политологию в Геттингенском университете Георга-Августа и Марбургском университете Филиппа. Защитив в Свободном университете Берлина докторскую диссертацию под руководством Эрнста Нольте, в 1975 году получил степень доктора философии. Завершив свою хабилитацию в 1978 году, стал приват-доцентом в Свободном университете Берлина.
Основным направлением исторических исследований Випермана были идеологии, особенно фашизм и коммунизм, а также антисемитизм и антицыганизм. Кроме того, он изучал веру в дьявола и роль демонизации маргинализированных групп для теорий заговора, а также — как страстный собачник — публиковал работы по истории собак. Он был приглашённым профессором Индианского университета в Блумингтоне, Университета Инсбрука, Столичного педагогического университета в Пекине, Университета Миннесоты и Университета Дьюка.

## Полемика
Випперман активно участвовал в исторических и политических дебатах, и его труды также вызывали споры в среде немецких историков. Так, Випперман считал себя единственным из них, кто встал на сторону Даниэля Гольдхагена, выступая против напора и тона критики Гольдхагена (например, того, что журналист Рудольф Аугштейн назвал его «палачом»).
Випперман был ведущим критиком «тоталитаристского» подхода, уравнивавшего преступления национал-социализма и сталинизма (или коммунизма в целом) и сами эти идеологии. В этом контексте Випперманн резко раскритиковал Государственную исследовательскую ассоциацию SED при Свободном университете Берлина, назвав её «историками-любителями» или «некрофильными антикоммунистами». О «Чёрной книге коммунизма» он заявил, что она предлагает только «утомительную серию историй об убийствах» и «демонизирует коммунизм», к тому же следует поставить под сомнение, являются ли «режимы в Советском Союзе, Китае, Камбодже и т. д. вообще коммунистическими».

## Публикации
- Der Ordensstaat als Ideologie. Das Bild des Deutschen Ordens in der deutschen Geschichtsschreibung und Publizistik. Mit einem Geleitwort von Klaus Zernack, Colloquium, Berlin 1979, ISBN 3-7678-0464-6 (Dissertation, FU Berlin, Fachbereich 13 — Geschichtswissenschaft 1975).
- Antifaschismus in der DDR. Wirklichkeit und Ideologie. Berlin 1980.
- Der «deutsche Drang nach Osten». Wissenschaftliche Buchgesellschaft, Darmstadt 1981, ISBN 3-534-07556-0.
- Die Berliner Gruppe Baum und der jüdische Widerstand. Berlin 1981.
- Steinerne Zeugnisse. Stätten der Judenverfolgung in Berlin. Berlin 1982.
- Die Bonapartismustheorie von Marx und Engels, Klett-Cotta, Stuttgart 1982, ISBN 3-12-912220-6 (= Geschichte und Theorie der Politik, A, Band 6) (Habilitationsschrift, FU Berlin).
- Europäischer Faschismus im Vergleich. Suhrkamp, Frankfurt am Main 1983, 3. Auflage 1991, ISBN 3-518-11245-7.
- Jüdisches Leben im Raum Bremerhaven. Eine Fallstudie zur Alltagsgeschichte der Juden vom 18. Jahrhundert bis zur NS-Zeit. Bremerhaven 1985, ISBN 3-923851-03-0.
- Das Leben in Frankfurt zur NS-Zeit I—IV. Kramer, Frankfurt am Main 1986, ISBN 3-7829-0316-1.
- Der konsequente Wahn. Ideologie und Politik Adolf Hitlers. Bertelsmann, München 1989, ISBN 3-570-03950-1.
- mit Michael Burleigh: The Racial State. Germany 1933—1945. Cambridge University Press, Cambridge 1991, ISBN 0-521-39802-9.
- Geschichte der deutsch-polnischen Beziehungen. Darstellungen und Dokumente. Berlin 1992.
- «Wie die Zigeuner.» Antisemitismus und Antiziganismus im Vergleich. Elefantenpress, Berlin 1997, ISBN 3-88520-616-1.
- Wessen Schuld? Vom Historikerstreit zur Goldhagen-Kontroverse. Berlin 1997.
- Faschismustheorien. 7. Auflage, Wissenschaftliche Buchgesellschaft, Darmstadt 1997.
- Totalitarismustheorien. Wissenschaftliche Buchgesellschaft, Darmstadt 1997.
- Jens Mecklenburg[нем.], Wolfgang Wippermann (Hrsg.): «Roter Holocaust»? Kritik des Schwarzbuchs des Kommunismus. Konkret Literatur Verlag, Hamburg 1998.
- Umstrittene Vergangenheit. Fakten und Kontroversen zum Nationalsozialismus. Berlin 1998.
- Konzentrationslager. Berlin 1999.
- mit Detlef Berentzen: Die Deutschen und ihre Hunde. Ein Sonderweg der deutschen Mentalitätsgeschichte. Siedler, München 1999, ISBN 3-442-75546-8.
- «Auserwählte Opfer?» Shoah und Porrajmos im Vergleich. Eine Kontroverse. Berlin 2005.
- Agenten des Bösen. Verschwörungstheorien von Luther bis heute. be.bra verlag, Berlin 2007, ISBN 978-3-89809-073-5.
- Autobahn zum Mutterkreuz. Historikerstreit der schweigenden Mehrheit, Rotbuch Verlag, Berlin 2008, ISBN 978-3-86789-032-8.
- Der Wiedergänger. Die vier Leben des Karl Marx. 2008, ISBN 978-3-218-00781-8.
- Dämonisierung durch Vergleich. DDR und Drittes Reich. Rotbuch Verlag, Berlin 2009, ISBN 978-3-86789-060-1.
- Faschismus. Eine Weltgeschichte vom 19. Jahrhundert bis heute. Primus, 2009, ISBN 978-3-89678-367-7
- Denken statt Denkmalen. Gegen den Denkmalwahn der Deutschen. Rotbuch, Berlin 2010, ISBN 978-3-86789-115-8.
- Skandal im Jagdschloss Grunewald. Primus, Darmstadt 2010, ISBN 3-89678-810-8.
- Preußen. Kleine Geschichte eines großen Mythos. Herder, Freiburg im Breisgau 2011, ISBN 978-3-451-30475-0,
- Heilige Hetzjagd. Eine Ideologiegeschichte des Antikommunismus. Rotbuch, Berlin 2012, ISBN 978-3-86789-147-9.
- Fundamentalismus. Radikale Strömungen in den Weltreligionen. Herder, Freiburg 2013, ISBN 978-3-451-30476-7.
- Luthers Erbe. Eine Kritik des deutschen Protestantismus. Primus, Darmstadt 2014, ISBN 978-3-86312-072-6.
- Niemand ist ein Zigeuner. Zur Ächtung eines europäischen Vorurteils. Edition Körber-Stiftung, Hamburg 2015, ISBN 978-3-89684-167-4.
- Männer, Mythen und Mensuren. Geschichte der Corps und Burschenschaften. Osburg Verlag, Hamburg 2018, ISBN 978-3-95510-183-1

### Русский перевод
- Випперман В. Европейский фашизм в сравнении 1922—1982 / Пер. с немецкого А. И. Федорова. — Новосибирск: Сибирский хронограф, 2000.